# 689. pehotni polk (Wehrmacht)
Za druge 689. polke glejte 689. polk.
689. pehotni polk (izvirno nemško Infanterie-Regiment 689) je bil eden izmed pehotnih polkov v sestavi redne nemške kopenske vojske med drugo svetovno vojno.

## Zgodovina
Polk je bil ustanovljen 22. oktobra 1940 kot polk 14. vala na področju Kemptena iz delov 315., 331. in 339. pehotnega polka; polk je bil dodeljen 337. pehotni diviziji.
1. januarja 1942 je bil dodeljen 246. pehotni diviziji.
15. oktobra 1942 je bil polk preimenovan v 689. grenadirski polk.